# Yuzō Saeki
Pour les articles homonymes, voir Saeki.
Yuzō Saeki (佐伯祐三 Saeki Yuzō) (28 avril 1898 - 23 juin 1928) est un peintre japonais influencé par le modernisme et le fauvisme européens du début du XXe siècle.

## Biographie
Né à Osaka, Yuzō est le fils d’un prêtre bouddhiste. En 1917, il va étudier à Koishikawa sous la direction de Takeji Fujishima et en 1918 s’inscrit au Département des arts occidentaux de l’École des beaux-arts de Tokyo. En 1921, il épouse Yoneko Ikeda, peintre elle aussi.
En 1924, Saeki, accompagné de sa femme et de leur fille, se rend en France où il fréquente l’Académie de la Grande Chaumière. Par l’intermédiaire d’un autre peintre japonais, Katsuzo Satomi, il y rencontre Maurice de Vlaminck, qui l’influence durablement.
Saeki aime alors à peindre les petites rues de Paris, ses cafés et façades. En 1925, deux de ses œuvres sont acceptées au Salon d’Automne.

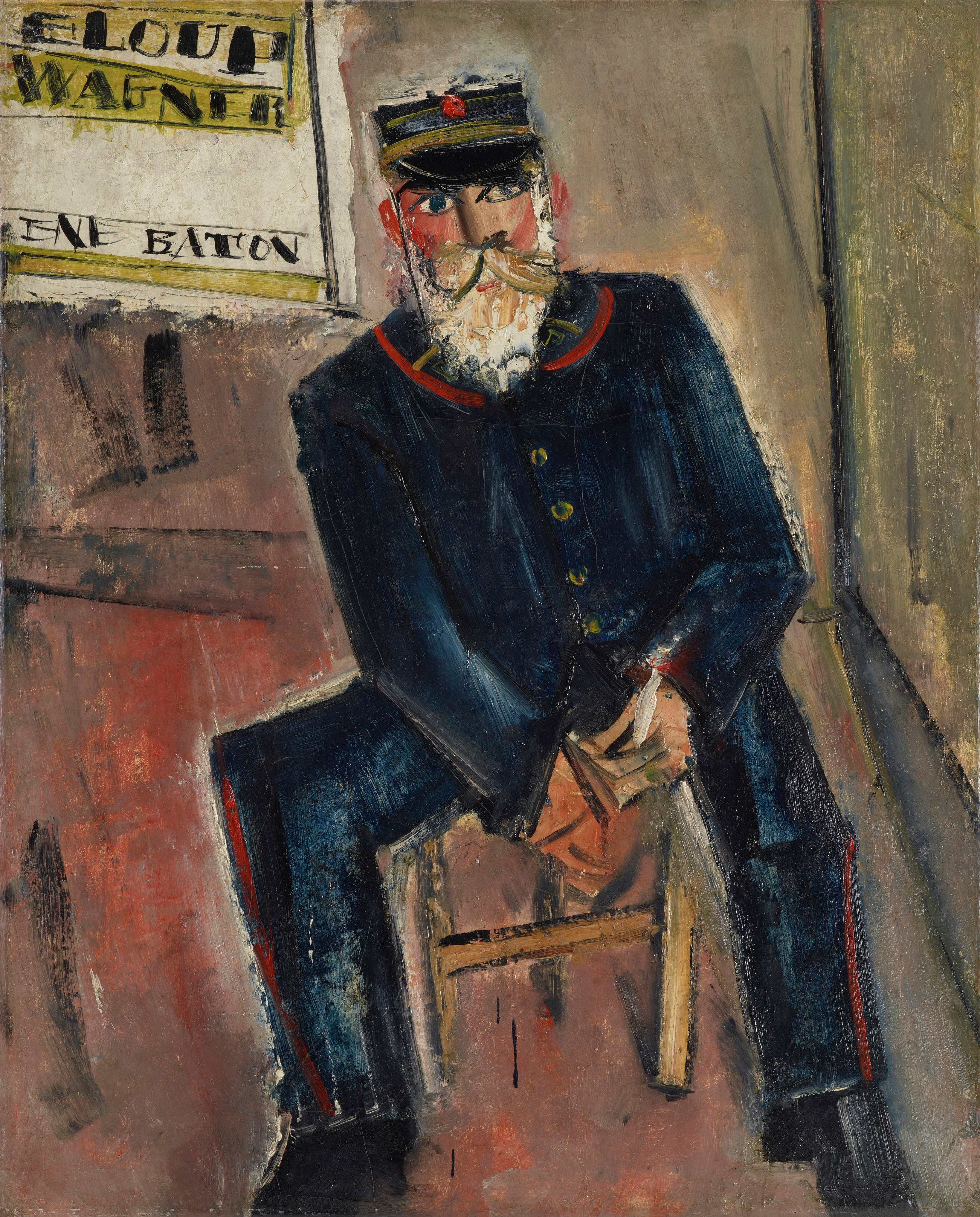
Le facteur (1928)

En 1926, Saeki rentre au Japon et y fonde un mouvement artistique, la « 1930-nen Kyokai » (la Société de l’An 1930) qui regroupe des artistes rentrés de France.
Bien qu’il ait également reçu un prix artistique (le Prix Nika) cette année-là, il ne peut trouver l’inspiration à Tokyo et repart pour Paris en août 1927 par le long trajet du Transsibérien.
Alors que sa santé se détériore, il continue ses peintures de plein air. La tuberculose l’emporte à l’âge de 30 ans.
Après sa mort, l'homme d'affaires Hatsujiro Yamamoto rassemble un grand nombre de ses œuvres et en fait don à la ville d'Osaka.